# Cremastocheilus
Cremastocheilus är ett släkte av skalbaggar. Cremastocheilus ingår i familjen Cetoniidae.

## Dottertaxa tillCremastocheilus, i alfabetisk ordning[1]
- Cremastocheilus academicus
- Cremastocheilus angularis
- Cremastocheilus armatus
- Cremastocheilus beameri
- Cremastocheilus bifoveatus
- Cremastocheilus brevisetosus
- Cremastocheilus canaliculatus
- Cremastocheilus castaneus
- Cremastocheilus chapini
- Cremastocheilus compressipes
- Cremastocheilus congener
- Cremastocheilus constricticollis
- Cremastocheilus cribripennis
- Cremastocheilus crinitus
- Cremastocheilus densicollis
- Cremastocheilus excavatus
- Cremastocheilus harrisi
- Cremastocheilus hirsutus
- Cremastocheilus incisus
- Cremastocheilus knochi
- Cremastocheilus knochii
- Cremastocheilus lengi
- Cremastocheilus maritimus
- Cremastocheilus mentalis
- Cremastocheilus mexicanus
- Cremastocheilus montanus
- Cremastocheilus nitens
- Cremastocheilus obliquus
- Cremastocheilus opaculus
- Cremastocheilus planatus
- Cremastocheilus planipes
- Cremastocheilus pocularis
- Cremastocheilus pugetanus
- Cremastocheilus pulvurulentus
- Cremastocheilus puncticollis
- Cremastocheilus quadratus
- Cremastocheilus quadricollis
- Cremastocheilus retractus
- Cremastocheilus robinsoni
- Cremastocheilus saucius
- Cremastocheilus schaumi
- Cremastocheilus setosifrons
- Cremastocheilus spinifer
- Cremastocheilus squamulosus
- Cremastocheilus stathamae
- Cremastocheilus tibialis
- Cremastocheilus tomentosus
- Cremastocheilus tridens
- Cremastocheilus variolosus
- Cremastocheilus westwoodi
- Cremastocheilus wheeleri